# Biocronología

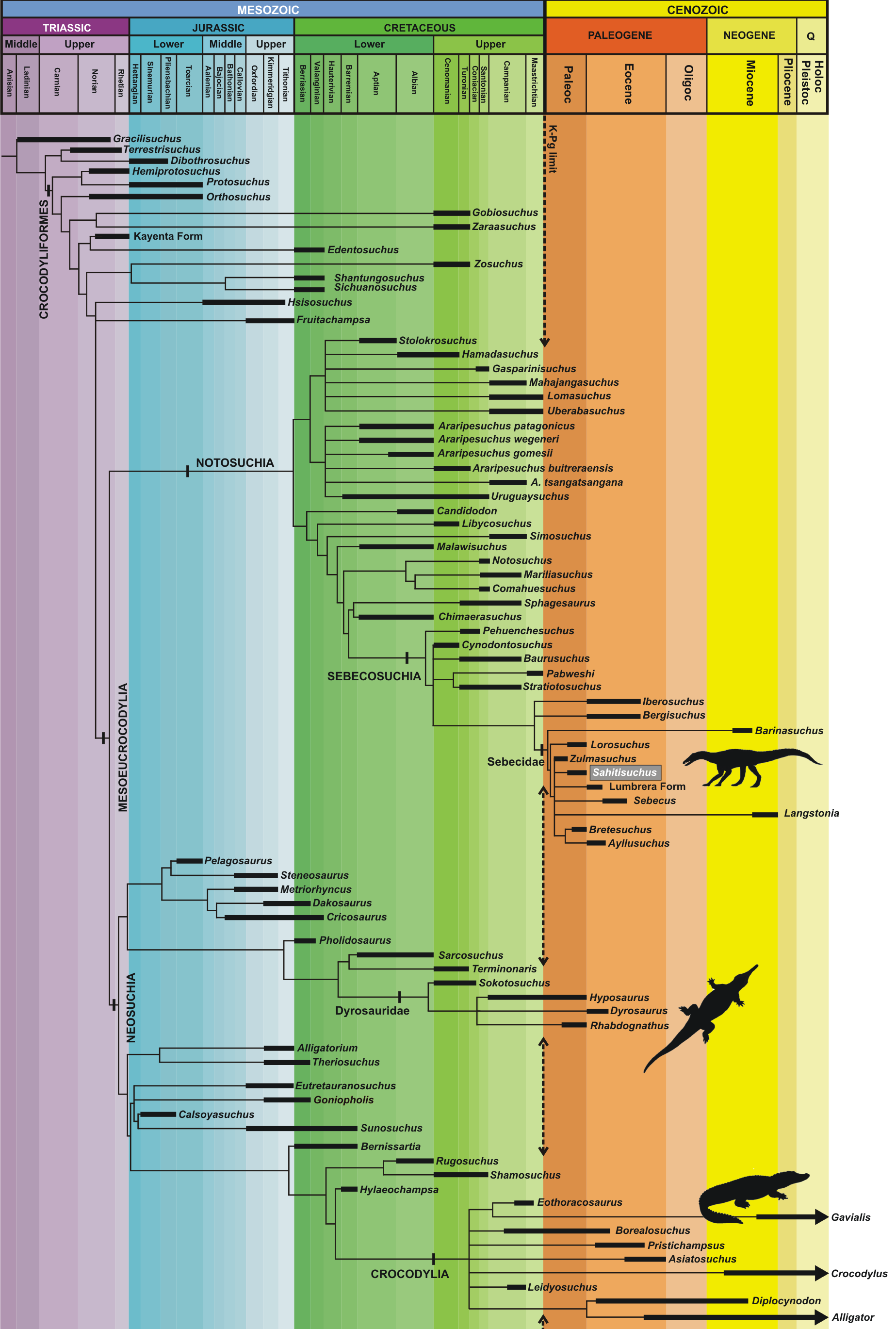
Biocronología de Crocodylomorpha.

La biocronología es la parte de la paleontología que estudia cuándo vivieron las entidades paleobiológicas (seres ya extintos que conocemos por sus fósiles), su ordenación temporal y la datación de eventos bióticos del pasado (Fernández López, 1997). También se llama biocronología a la estimación de la edad biológica (ontogénica) de los individuos actuales o pretéritos; es la biocronología biológica (López Martínez y Truyols, 1994). Puede haber confusión entre los términos biocronología y bioestratigrafía, pero la biocronología se ocupa de fósiles o de las entidades biológicas que vivieron en el pasado, y la bioestratigrafía se refiere a los cuerpos de roca que contienen fósiles (Fernández López, 1988). Junto a la tafonomía y la paleobiología, la biocronología es una de las tres divisiones de la paleontología.
En biocronología, la ordenación temporal de taxones extintos se basa en los procesos irreversibles filogenéticos (evolutivos). Los datos serán más precisos cuantas más líneas filogenéticas diferentes puedan analizarse en el conjunto de asociaciones que se comparen. Estas relaciones se contrastan con los datos aportados por la bioestratigrafía (superposición física o sucesión topológica de los fósiles en los estratos) y las dataciones absolutas por radioisótopos.
Otro aspecto en el establecimiento de sucesiones biocronológicas es la información aportada por la tafonomía, que establece criterios de sucesión temporal para fósiles reelaborados (reworked fossils, aquellos que han sido removilizados de su emplazamiento original, por erosión y acumulación secundaria, y los encontramos mezclados con fósiles más jóvenes en capas más recientes), incluso identificando fósiles de intervalos temporales de los que localmente no existe registro estratigráfico (Fernández López, 1991 y 1997; Murphy y Salvador, 1999).

## Unidades biocronológicas
La caracterización de sucesiones y unidades biocronológicas es necesaria debido a que la mayor parte de las rocas sedimentarias no son datables directamente por medios radiométricos y hay que recurrir al registro fósil y a las correlaciones estratigráficas para inferir su edad. Por otro lado, en algunas circunstancias es frecuente la dificultad de precisar la sucesión de las unidades bioestratigráficas, debido a que los yacimientos fosilíferos están muy alejados unos de otros o debido a que la sucesión estratigráfica está alterada y enmascarada (lagunas, repeticiones, inversiones, etc.) por la fracturación y plegamiento regional (caso relativamente habitual en rocas paleozoicas), y por tanto, no es posible asegurar la posición temporal relativa entre ellos aplicando el principio de superposición de los estratos. Así se han definido, por ejemplo, zonas o unidades de trilobites para el Cámbrico, o de mamíferos en las cuencas continentales cenozoicas, cuya sucesión temporal se infiere del estado evolutivo de diferentes líneas filogenéticas.
La duración de un taxón o conjunto de taxones en valores absolutos es el biocrón, y el equivalente bioestratigráfico es la biozona.